# Lijst van Noord-Koreaanse ambassades

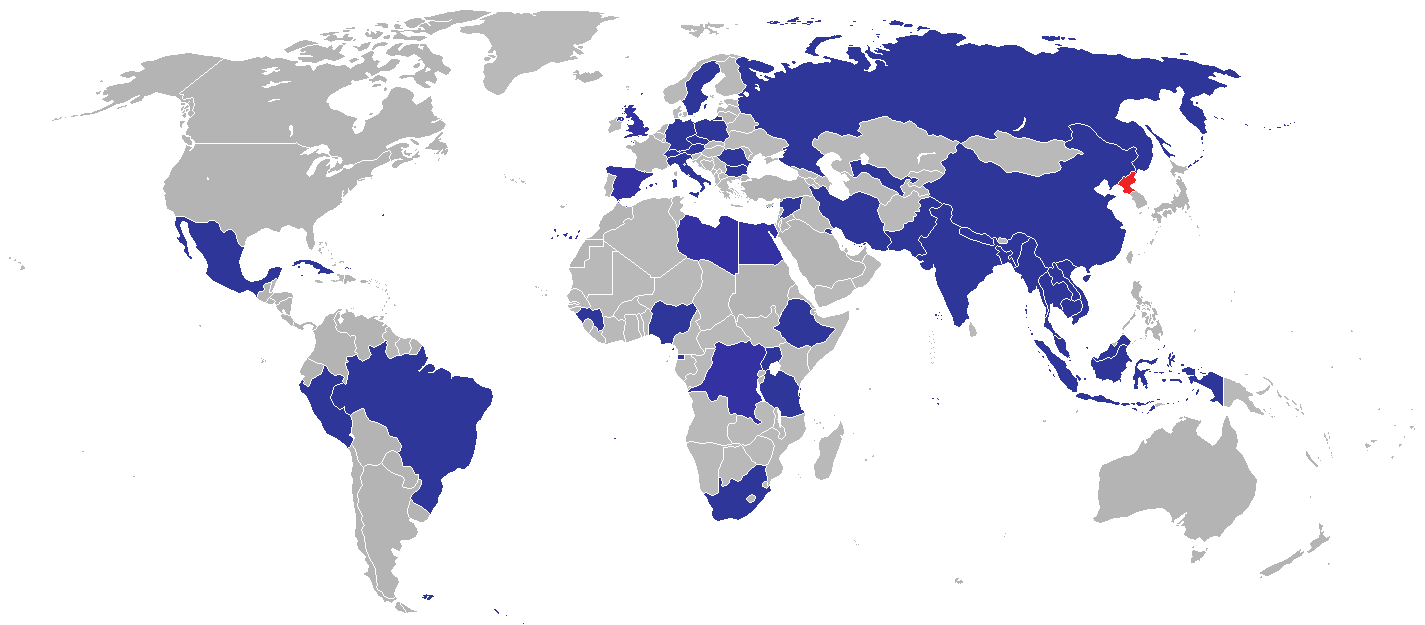
Landen met een Noord-Koreaanse ambassade of Noord-Koreaans consulaat (blauw)

Dit is een lijst van Noord-Koreaanse ambassades en consulaten. Noord-Korea heeft in totaal 47 ambassades en consulaten in 42 verschillende landen. Ook heeft Noord-Korea nog drie andere diplomatieke gebouwen in het buitenland.

## Lijst
| Land                | Ambassade/consulaat | Plaats        | Foto |
| ------------------- | ------------------- | ------------- | ---- |
| Bangladesh          | Ambassade           | Dhaka         |      |
| Brazilië            | Ambassade           | Brasilia      |      |
| Bulgarije           | Ambassade           | Sofia         |      |
| Cambodja            | Ambassade           | Phnom Penh    |      |
| China               | Ambassade           | Peking        |      |
| China               | Consulaat           | Hongkong      |      |
| China               | Consulaat           | Shenyang      |      |
| Congo-Kinshasa      | Ambassade           | Kinshasa      |      |
| Cuba                | Ambassade           | Havana        |      |
| Duitsland           | Ambassade           | Berlijn       |      |
| Egypte              | Ambassade           | Caïro         |      |
| Equatoriaal-Guinea  | Ambassade           | Malabo        |      |
| Ethiopië            | Ambassade           | Addis Abeba   |      |
| Guinee              | Ambassade           | Conakry       |      |
| India               | Ambassade           | New Delhi     |      |
| Indonesië           | Ambassade           | Jakarta       |      |
| Iran                | Ambassade           | Teheran       |      |
| Italië              | Ambassade           | Rome          |      |
| Koeweit             | Ambassade           | Koeweit       |      |
| Laos                | Ambassade           | Vientiane     |      |
| Libië               | Ambassade¹          | Tripoli       |      |
| Maleisië            | Ambassade           | Kuala Lumpur  |      |
| Mexico              | Ambassade           | Mexico-Stad   |      |
| Myanmar             | Ambassade           | Yangon        |      |
| Nepal               | Ambassade           | Kathmandu     |      |
| Nigeria             | Ambassade           | Abuja         |      |
| Oeganda             | Ambassade           | Kampala       |      |
| Oezbekistan         | Ambassade           | Tasjkent      |      |
| Oostenrijk          | Ambassade           | Wenen         |      |
| Pakistan            | Ambassade           | Islamabad     |      |
| Pakistan            | Consulaat           | Karachi       |      |
| Peru                | Ambassade           | Lima          |      |
| Polen               | Ambassade           | Warschau      |      |
| Roemenië            | Ambassade           | Boekarest     |      |
| Rusland             | Ambassade           | Moskou        |      |
| Rusland             | Consulaat           | Nachodka      |      |
| Rusland             | Consulaat           | Chabarovsk    |      |
| Singapore           | Ambassade           | Singapore     |      |
| Syrië               | Ambassade           | Damascus      |      |
| Spanje              | Ambassade           | Madrid        |      |
| Tanzania            | Ambassade           | Dar es Salaam |      |
| Thailand            | Ambassade           | Bangkok       |      |
| Tsjechië            | Ambassade           | Praag         |      |
| Verenigd Koninkrijk | Ambassade           | Londen        |      |
| Vietnam             | Ambassade           | Hanoi         |      |
| Zuid-Afrika         | Ambassade           | Pretoria      |      |
| Zweden              | Ambassade           | Lidingö       |      |
| Zwitserland         | Ambassade           | Bern          |      |

¹ Noord-Korea heeft de Nationale Overgangsraad van Libië niet erkend

## Andere internationale missies
| Land             | Plaats   | Foto |
| ---------------- | -------- | ---- |
| Frankrijk        | Parijs   |      |
| Verenigde Staten | New York |      |
| Zwitserland      | Genève   |      |